# Khoan Thành, Thừa Đức
Huyện tự trị dân tộc Mãn-Khoan Thành (tiếng Trung: 宽城满族自治县; bính âm: Kuānchéng Mǎnzú Zìzhìxiàn, Hán Việt: Khoan Thành Mãn tộc tự trị huyện) là một huyện thuộc địa cấp thị Thừa Đức, tỉnh Hà Bắc, Trung Quốc. Huyện nằm ở lưu vực Loan Hà. Huyện nằm ở phía nam của Vạn Lý Trường Thành, giáp với tỉnh Liêu Ninh.
Loan Hà chảy qua phía tây của huyện, công trình "Dẫn Loan nhập Tân" là hồ chứa trọng yếu tại địa phương. Ngoài ra, một số chi lưu của Liêu Hà và Loan Hà cũng bắt nguồn từ huyện này.
Toàn bộ huyện Khoan Thành nằm ở phần phía đông của dãy Yên Sơn với nhiều núi non, các thung lũng hẹp và những sườn đối dốc. Vào mùa hè thường có thiên tại mưa đá và bão. Nhiệt độ giữa hè và đông chênh lệch, tháng 1 bình quân là -9℃, còn trung bình tháng 7 là 23,9 ℃.
Khoan Thành được chia thành:
- 5 Trấn
  - Khoan Thành trấn (宽城镇)
  - Long Tu môn trấn (龙须门镇)
  - Dục Nhĩ Nhai trấn (峪耳崖镇)
  - Bản Thành trấn (板城镇)
  - Thang Đạo Hà trấn (汤道河镇)
- 13 Hương
  - Hóa Bì Lưu Tử hương (化皮溜子乡)
  - Tháp Sơn hương (塌山乡)
  - Bột La Đài hương (桲罗台乡)
  - Mạnh Tử Lĩnh hương (孟子岭乡)
  - Độc Thạch Câu hương (独石沟乡)
  - Niễn Tử Dục hương (碾子峪乡)
  - Đông Đại Địa hương (东大地乡)
  - Hoa Tiêm hương (铧尖乡)
  - Đông Hoàng Hoa Xuyên hương (东黄花川乡)
  - Lượng Giáp Đài hương (亮甲台乡)
  - Vi Tử Câu hương (苇子沟乡)
  - Đại Tự Câu Môn hương (大字沟门乡)
  - Đại Thạch Trụ Tử hương (大石柱子乡